# Khan Shatyr
Khan Shatyr ("Royal Marquee") è una tenda trasparente situata ad Astana, in Kazakistan. Costruito in uno stile neofuturista e progettato dalla Foster + Partners, la struttura è stata inaugurata nel 2010.
Con un'altezza di 150 metri è considerata la più alta tenda del mondo nel suo genere; ha una base ellittica di 200 metri che copre una superficie di 140.000 metri quadrati.